# EMW (automobili)
La EMW, acronimo di Eisenacher Motoren Werk (dal tedesco, Fabbrica Motoristica di Eisenach), era un marchio automobilistico tedesco-orientale attivo tra il 1952 ed il 1956.

## Storia

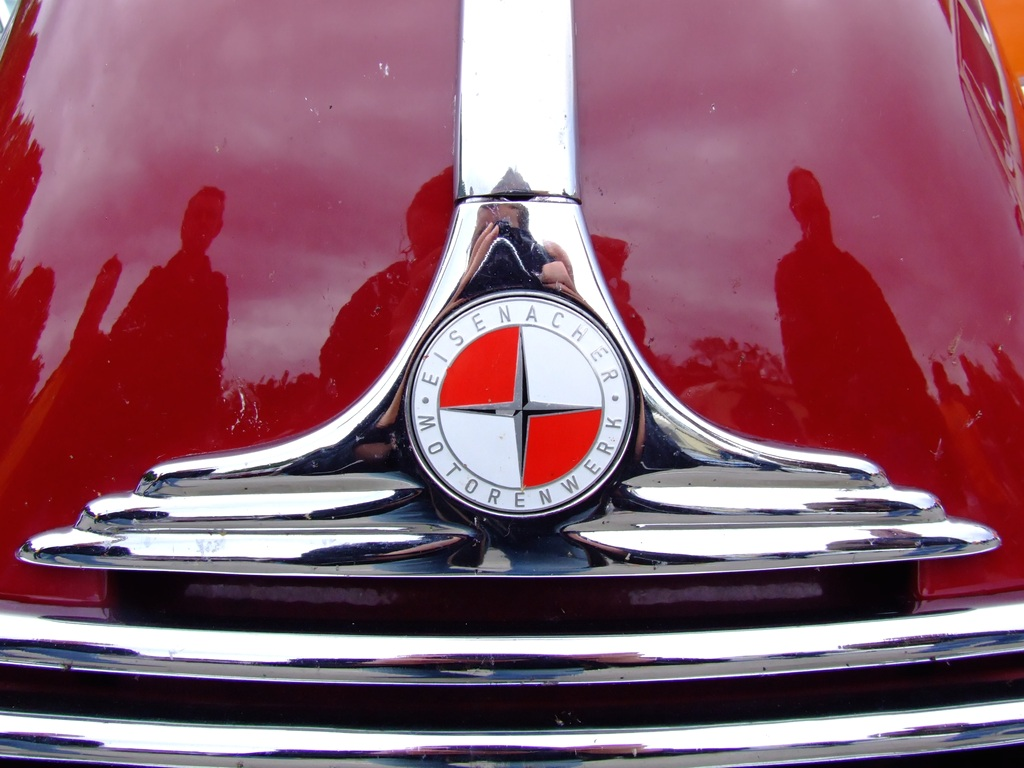
Vista del logo EMW sulla calandra di una EMW 340

Il marchio EMW è sconosciuto ai più, principalmente per la sua brevissima durata, solo quattro anni. Eppure è stato un marchio assai significativo poiché testimonia il disagio generale nel tentativo di rialzarsi dopo la guerra, sia negli individui, sia anche nelle grosse imprese industriali.
La storia del marchio EMW ha inizio non appena terminata la Seconda guerra mondiale. La Germania, uscita pesantemente sconfitta dopo sei anni di devastanti campagne di guerra in Europa, vide il suo intero territorio occupato dalle quattro potenze vincitrici; le regioni orientali furono poste sotto il regime di occupazione militare dell'Unione Sovietica. Tra queste zone vi fu la Turingia, dove si trovava la città di Eisenach, sede dello stabilimento BMW preposto alla produzione automobilistica.
La Casa bavarese si trovò così isolata per quanto riguardava la produzione di autovetture, mentre poteva invece contare sullo stabilimento centrale di Monaco di Baviera per la consueta produzione motociclistica.

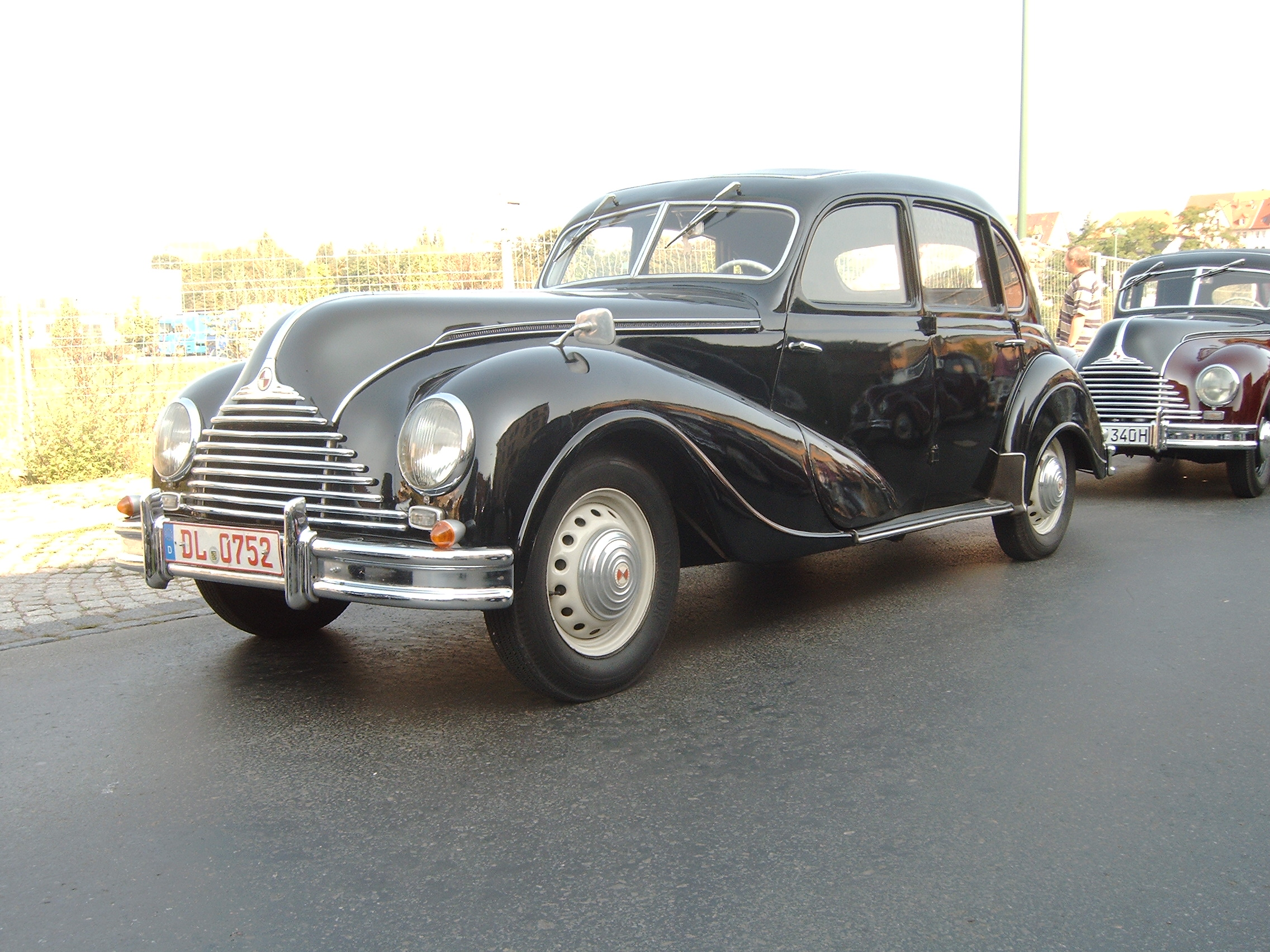
Una EMW 340-2

Il governo sovietico, invece, trovò svariati progetti e materiali nello stabilimento di Eisenach. Dopo aver ribattezzato la fabbrica come Sowjetische AG Maschinenbau Awtowelo, Werk BMW Eisenach (dal tedesco, Costruzioni sovietiche Avtovelo, fabbrica BMW di Eisenach) cominciò ad utilizzare il materiale trovato per produrre riedizioni di due modelli BMW d'anteguerra, ossia la BMW 321 e la BMW 326 (solo 16 esemplari prodotti nel dopoguerra). Tali modelli continuarono ad essere marchiati BMW, anche se in maniera abusiva, poiché del tutto indipendente dalla volontà della sede di Monaco.
Dal canto suo, la BMW era impossibilitata ad inoltrare cause di qualunque tipo, visto il ferreo regime governativo di natura militare che vigeva in quelle zone.
Nel 1949 nacque la Repubblica Democratica Tedesca, ma la fabbrica di Eisenach era ancora sotto il controllo governativo militare. Nello stesso anno venne lanciata la BMW 340, sempre secondo procedure poco ortodosse. Fu solo nel 1952, con la cessione di tale fabbrica al nuovo Stato tedesco dell'est, che la BMW poté far causa alla Avtovelo e costringerla ad utilizzare un nuovo marchio per la produzione delle "sue" vetture.
Fu così che la fabbrica di Eisenach adottò la sigla di EMW, che peraltro utilizzava un marchio simile a quello della BMW, poiché simile era il disegno,  ma invece di essere bianco-azzurro era bianco-rosso.
La Casa di Monaco fu comunque d'accordo nonostante la somiglianza tra i due nomi di marchi e dei rispettivi emblemi ed organizzò la produzione automobilistica negli stabilimenti di Monaco, mentre ad Eisenach nacque ufficialmente la EMW, che cominciò così la sua brevissima esistenza.

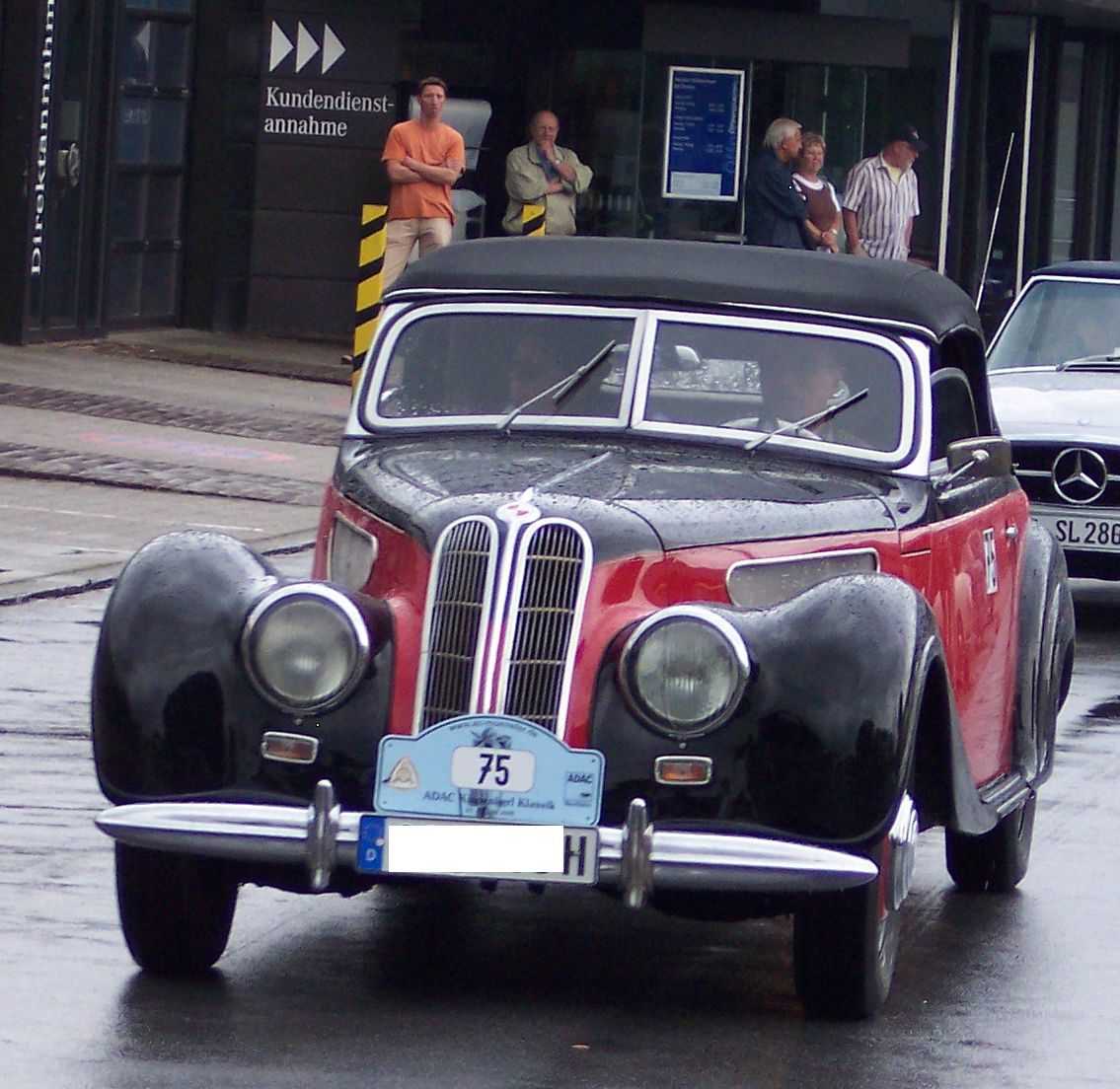
Una EMW 327

La prima operazione svolta dalla EMW fu di rimarchiare la 340. Poco dopo avviò la produzione di una versione leggermente aggiornata della BMW 327, proposta anch'essa come EMW, e che verrà prodotta in tre piccole serie (rispettivamente denominate 327-1, 327-2 e 327-3) ed in circa 500 esemplari. Sempre nel 1952 viene riavviata la produzione del fuoristrada BMW 325, denominato 325-2, e del quale verranno prodotti 161 esemplari.
Inoltre, lo stesso anno la EMW tentò di inserirsi nel Campionato del mondo di Formula 1, ma non riuscì che a disputare un solo Gran Premio.
Nel 1953 la EMW cambiò ragione sociale in VEB Automobilwerk Eisenach (AWE), ma i modelli menzionati continuarono ad essere prodotti con il marchio EMW. A questi si aggiunse anche la EMW 309 versione aggiornata della IFA F9.

## Fine del marchio e futuro della fabbrica
La scomparsa del marchio EMW non avvenne di colpo nel senso stretto dell'espressione, ma con un minimo di gradualità: nel 1955, un anno prima dell'estinzione del marchio EMW, furono tolti dal catalogo i modelli derivati dalla vecchia produzione BMW, mentre ancora la EMW 309 continuò a rimanere in listino. Nello stesso anno cominciò la produzione con marchio Wartburg, che guarda caso è stato anche il nome della prima automobile uscita dalla fabbrica di Eisenach dopo la sua fondazione, avvenuta nell'ormai lontano 1898.
Nel 1956 uscirono dalla fabbrica gli ultimi esemplari della EMW 309: si concluse così la breve ma significativa avventura del marchio EMW nella ex-Germania Orientale.